# Kampementsbadet

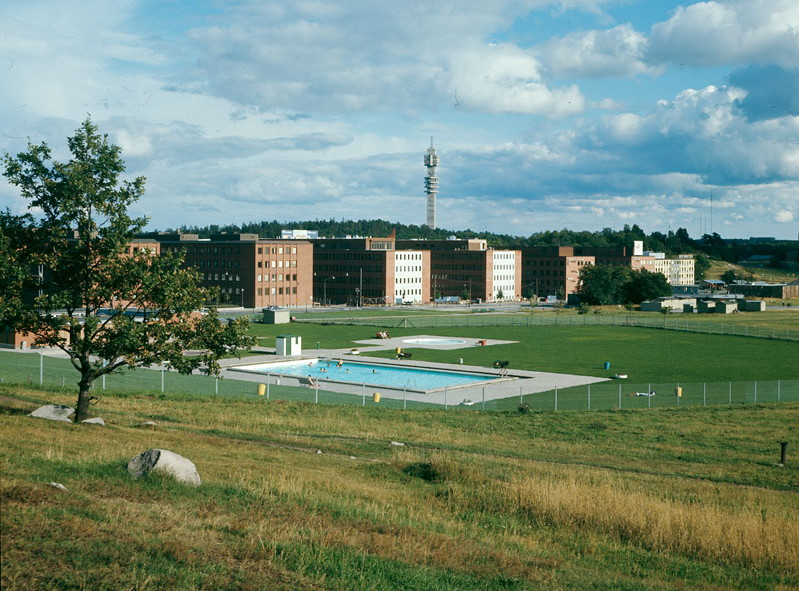
Kampementsbadet, 1967.

Kampementsbadet är ett kommunalt bassängbad vid Sandhamnsgatan 64 på Gärdet i Stockholm.

## Beskrivning

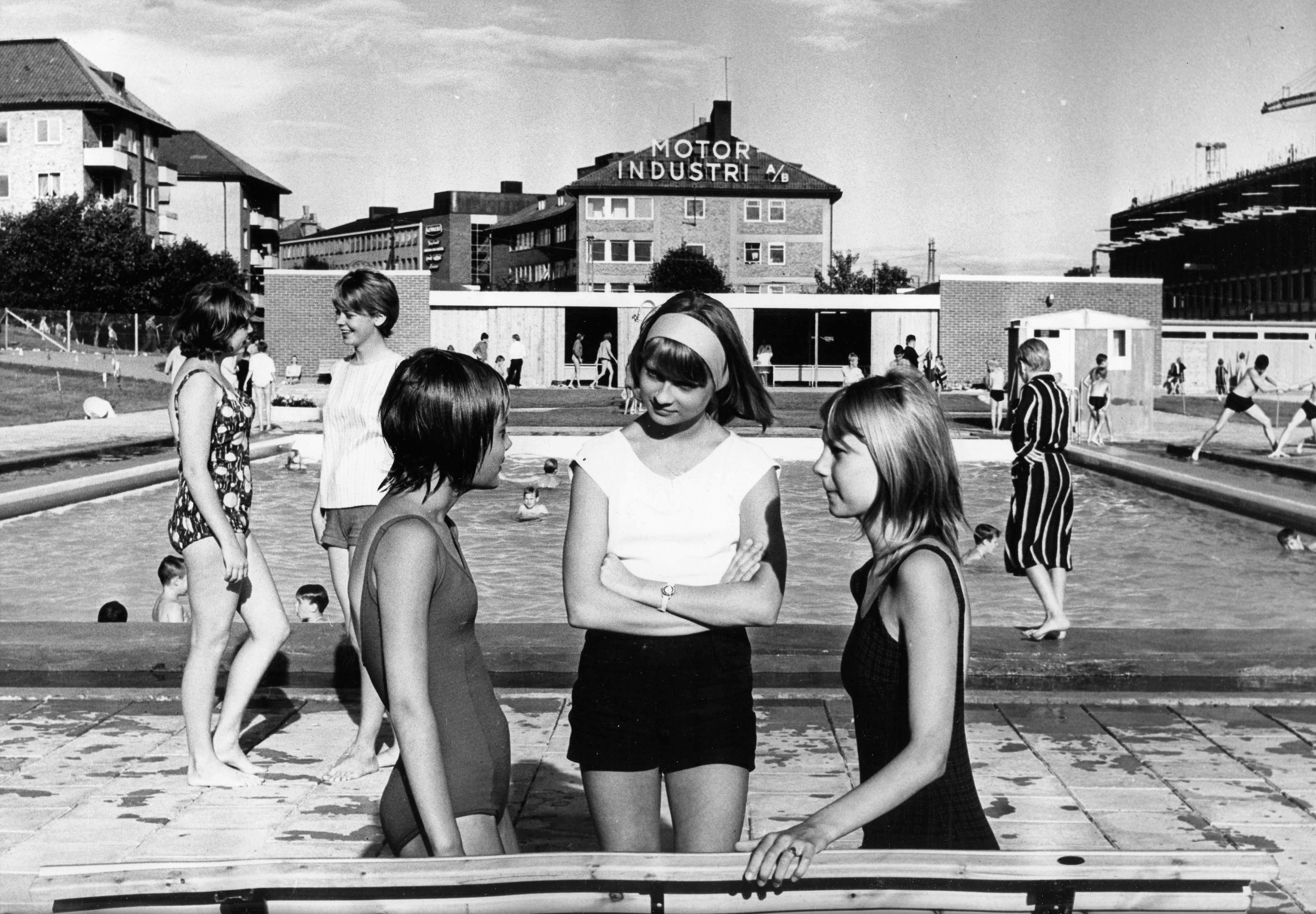
Kampementsbadet invigningsåret 1962.

Badet, som har sitt namn efter den närbelägna Kampementsbacken, invigdes den 26 juli 1962 och kostade 510 000 kronor att bygga. Anläggningen består av en utomhusbassäng med måtten 25 x 12,5 meter och djup mellan 0,9 och 1,4 meter, en plaskdamm samt en låg entrébyggnad som uppfördes efter ritningar av Stockholms stadsträdgårdsmästare arkitekt Holger Blom. Byggnaden innehåller bland annat omklädningsrum, dusch, toaletter och kiosk. Badet omges av gräsmattor att sola och vila på. Badsäsongen är i regel mellan slutet av maj och början av september. Anläggningen är inte tillgänglighetsanpassad.

## Motion om uppvärmning
År 1969 utreddes en ansökan av Stockholms Elverk att bygga ett bergförlagt kärnkraftvärmeverk söder om Värtahamnen (under nuvarande Finlandsparken) som skulle, liksom Ågestaverket, ge Stockholm elkraft och hetvatten till stadens fjärrvärme. I en motion i stadsfullmäktige inlämnad av folkpartisterna Ruth Forsling och Claes Nisell föreslogs att undersöka möjligheterna att nyttja överskottsvärmen från ett eventuellt kärnkraftvärmeverk för uppvärmning av utomhusbad. Tanken var att kraftverkets heta överskottsvatten skulle kunna användas för att värma ett nytt utomhusbad i Lilla Värtan samt även förlänga badsäsongen för Kampementsbadet och Vanadisbadet. Utredningen var i princip positiv till planerna, men när betänkandet kom i juni 1974 var det politiska läget för kärnenergi i Sverige ett annat och något kärnkraftvärmeverk vid Värtahamnen blev det aldrig.